# Befæstet kirke
En befæstet kirke er en kirke, der er bygget til at tjene en defensiv rolle i krigstider. Sådanne kirker var specielt designet til at inkorporere militære træk, såsom tykke mure, brystværn og forskydninger . Andre, såsom Ávila-katedralen, blev indlemmet i bymuren. Klostersamfund, såsom Solovki-klosteret, er ofte omgivet af en mur, og nogle kirker, såsom St. Arbogast i Muttenz, Schweiz, har også en ydermur. Kirker med yderligere ydre forsvar såsom ringmure og tårne omtales ofte mere specifikt som fæstningskirker eller Kirchenburgen (bogstaveligt "kirkeborge").
De fleste befæstede kirker kan findes i dele af Europa i tider hvor der var meget intern strid,  for eksempel i Dordogne-regionen i Frankrig, blev der  kæmpet om tilhørsforholdet til Frankrig eller England i middelalderen, og i Transsylvanien under de osmanniske invasioner.  

## Hviderusland
Selvom der eksisterede mange befæstede kirker i forskellige stilarter i Hviderusland, overlevede kun en håndfuld indtil i dag. De mest berømte omfatter kristne ortodokse kirker i Muravanka og Synkavichy samt katolske befæstede kirker i Kamai og Ishkold'. Ud over kristne kirker har Hviderusland også ruinerne af adskillige befæstede synagoger, hvoraf hovedsynagogen i Bykhaw er mest bemærkelsesværdig.

## Frankrig
Der findes omkring 65 befæstede kirker i Thiérache- regionen i det nordlige Frankrig, nær den belgiske grænse.

## Tyskland
Adskillige befæstede kirker er blevet bevaret, især i de tyske delstater Baden-Württemberg, Bayern og Hessen . Eksempler er kirkerne Kleinbreitenbach i Plaue, Kößlarn, Grafengehaig, Großrückerswalde, Mittelsaida, Büchenbach/Erlangen, Kriegenbrunn/Erlangen, Morsbach/Künzelsau, Espendfeld/Arnstadt, Finkenbach-Gersweiler, St. Wolfgang kirken i Rothenburg og de befæstede kirke i Wenkbach.

## Irland
Adskillige befæstede kirker overlever fra middelalderen, herunder Hospitalskirken, Taghmon Church, Old St. Mary's Church, Clonmel og St. Finian's Kirke, Newcastle.

## Polen
Et sjældent overlevende eksempel på en fæstningskirke brugt til defensive formål er St. Andrew-kirken i Kraków, en af de ældste og bedst bevarede romanske bygninger i Polen. Den ligger på ul. Grodzka gaden, og blev bygget af en middelalderlig polsk statsmand Vojvod Sieciech i 1079-1098. St. Andrew var den eneste romanske kirke i Kraków, der modstod det mongolske angreb i 1241.

## Portugal
Nogle middelalderlige befæstede kirker, klostre og katedraler overlevede i Portugal. Disse bygninger blev bygget enten i romansk eller gotisk stil. Romanske eksempler er Lissabon-katedralen og den gamle katedral i Coimbra. Gotiske eksempler er kirken Leça do Balio og Guarda-katedralen.

## Rumænien
Den sydøstligedel af regionen  Transsylvanien i Rumænien har bevaret et højt antal eksisterende befæstede kirker fra det 13. til det 16. århundrede. Mere end 150 landsbyer i området tæller forskellige typer af befæstede kirker, hvoraf syv er optaget på UNESCOs verdensarvsliste under navnet Landsbyer med befæstede kirker i Transsylvanien.

## Rusland
Middelalderlige kalkstenskirker i Rusland lignede nogle gange tårne og kunne bruges til defensive formål.  Mindst tre kirker i Moskva- og Tver-regionerne er blevet beskrevet som specialbyggede defensive strukturer: nemlig Kamenskoye-kirken, Gorodishche-kirken og Gorodnya-kirken.

## Slovenien
Under de Osmanniske-Habsburgske krige (en) fra slutningen af det 15. til slutningen af det 17. århundrede blev de slovenske lande udsat for konstante osmannske razziaer, som nåede deres højdepunkt i slutningen af det 15. og begyndelsen af det 16. århundrede. I den periode blev omkring 300 landsbykirker befæstet i det nuværende Sloveniens område, med yderligere 50 i det tilstødende område i det sydlige Kärnten.
De var kendt som tabors (som på moderne slovensk betyder "lejr"). Et dusin af sådanne kirker er tilbage i dag, hvoraf de mest berømte er Treenighedskirken i Hrastovlje, Sankt Marybjerget nær Ljubljana og Podbrezje i Øvre Carniola.
I nogle tilfælde blev hele landsbyer befæstet. Tilbageværende eksempler er Šmartno i Gorizia-bakkerne og Štanjel.

## Det Forenede Kongerige
Der er flere middelalderlige befæstede kirker nær den engelsk-skotske grænse, hvor forsvar var en vigtig overvejelse indtil det 17. århundrede, hvor England og Skotland blev forenet i personalunion under kong James 6.og 1. Allehelgenskirken  i Boltongate i Cumbria er en befæstet kirke med et brandsikkert stenhvælvet tag.  Ligeledes i Cumbria, har  Sankt Michaels Kirke i Burgh by Sands et forsvarstårn og havde oprindeligt to. Det vestlige tårn har stadig  sin yett, en dør lavet af sammenlåsende jernstænger, for at afvise angribere. Det ses også ved St. Cuthbert's Kirke, Great Salkeld, hvor stueetagen af tårnet er tunnelhvælvet og understøtter en pejs ovenover, hvilket gør det muligt at bebo tårnet som et tilflugtssted. Tårnet i St Johns  Baptistkirke i Newton Arlosh er også tunnelhvælvet med meget små vinduer og har ingen ydre døråbning til kirkegården. Indgangen var inde på første sals niveau.
Defensive tårne kan også findes på grænsen mellem England og Wales, for eksempel St Michael's Church, i Garway, Herefordshire.

## Galleri
- Befæstet kirke i Muttenz, Schweiz
- Slotskirken i Rudelle, Frankrig
- St. Andrews Kirke, Kraków, Polen
- Allehelgenskirken i Botonsgate England, med defensivt brystværn
- Befæstet kirke i Saint-Angel (Corrèze), Frankrig.
- Prejmer befæstede kirke, Rumænien
- Biertan befæstede kirke, Rumænien
- Moşna befæstede kirke, Rumænien
- Dealu Frumos befæstede kirke, Rumænien
- Østerlars Kirke på Bornholm, Danmark
- Solna kirke tæt på Stockholm, Sverige
- Munsö Kirke, Sverige
- Grafengehaigs befæstede kirke, Bayern
- Gården til den befæstede kirke Prejmer, Rumænien
- Befæstet kirke i Muravanka, Hviderusland
- Befæstet kirke i Synkovichi, Hviderusland
- Befæstet kirke i Leça do Balio, Portugal
- Den befæstede Lissabon-katedralen, Portugal
- Den befæsted gamle katedral i Coimbra, Portugal
- Den befæstede kirke St. Alban og St. Wendelin, Tyskland
- Befæstet kirke i Kleinbreitenbach, Tyskland
- Flor da Rosa befæstede kirke, Portugal
- St. Louis befæstede kirke i Baler, Filippinerne .
- Taghmon Kirke, Irland
- Klosteret Sankt Thaddeus, Iran
- Tranebjerg kirke, befæstet kirketårn, Danmark